# Parlamentswahl in Mazedonien 2014
- SDSM: 34
- BDI: 19
- PDSH: 7
- NDP: 1
- VMRO: 61
- GROM: 1

In der Republik Mazedonien fanden im April 2014 Wahlen des Präsidenten und des Parlaments statt. Die erste Runde der Präsidentschaftswahl fand am 13. April 2014 statt, wobei der amtierende Präsident Gjorge Ivanov mit 52 % die meisten Stimmen erhielt. Da er jedoch nicht von 50 % aller registrierten Wähler unterstützt wurde, fand am 27. April 2014 parallel zur Parlamentswahl eine Stichwahl statt, die Ivanov gewann. Die Parlamentswahl wurde von der VMRO-DPMNE-geführten Regierungskoalition gewonnen.

## Parteien und Koalitionen
Vierzehn politische Parteien und Koalitionen beteiligten sich an der Wahl, nachdem sie in mindestens in einem der sechs Wahlkreise des Landes und im Ausland Kandidatenlisten für die Abgeordneten vorgelegt hatten. Drei von ihnen, nämlich VMRO-DPMNE, SDSM und DUI, reichten ihre Kandidatenlisten in allen neun Wahlkreisen ein.

### VMRO-DPMNE
Die von VMRO-DPMNE geführte Koalition bestand aus 22 Parteien: VMRO-DPMNE, die Sozialistische Partei Mazedoniens, die Demokratische Union, die Demokratische Erneuerung Mazedoniens, die Demokratische Partei der Türken, die Demokratische Partei der Serben in Mazedonien, die Union der Roma in Mazedonien, die Vereinigte Partei für Emanzipation, die Partei der Gerechtigkeit, die Partei der Demokratischen Aktion Mazedoniens, die Partei der Walachen aus Mazedonien, die Partei für die Integration der Roma, die Bosniakische Demokratische Partei, die Demokratischen Kräfte der Roma, die Ständige Mazedonische Radikale Vereinigung, die Neue Liberale Partei, die Volksbewegung für Mazedonien, die VMRO-Demokratische Partei, VMRO-United, die Mazedonische Organisation des Vaterlandes für radikale Erneuerung – Vardar-Aegean-Pirin TMORO – VEP, die Mazedonische Allianz und VMRO – Mazedonisch.

### SDSM
Die von der SDSM geführte Koalition bestand aus neun Parteien: der Sozialdemokratischen Union Mazedoniens, der Neuen Sozialdemokratischen Partei, der Liberaldemokratischen Partei, Vereinigt für Mazedonien, der Partei für die Bewegung der Türken in Mazedonien, der Partei für die vollständige Emanzipation der Roma Mazedoniens, der Serbischen Partei Mazedoniens, der Demokratischen Allianz von Vlachs und der Sandžak-Liste.

### GROM
Die von der Citizen Option for Macedonia (GROM) geführte Allianz bestand aus der Citizen Option for Macedonia, der Liberalen Partei, der Serbischen Progressiven Partei in Mazedonien, der Union der linken Kräfte Titos und der Partei der Freien Demokraten.

### Kampagne
SDSMs Zoran Zaev sagte, dass es bei den Wahlen darum ging, „zu wählen, ob [Mazedonier] den Kampf für Freiheit und das Recht auf ein besseres Leben unterstützen oder mit Staatsraub fortfahren werden“, sagte Premierminister Nikola Gruevski: „Wir brauchen eine Mehrheit, damit uns niemand erpressen kann, und wir können mit dem Programm Schritt halten. […] das Mazedonien in die EU und die NATO führen würde.“

## Ergebnis
Die amtierende Regierung unter der Führung von VMRO-DPMNE gewann 42,98 % der Stimmen, um den Sieg vor SDSM mit 25,34 % und  DUI mit 13,71 % einzufordern. Die 123 Sitze in der Sobranie wurden von sechs politischen Parteien und Koalitionen gewonnen, wobei VMRO-DPMNE 61 Sitze gewann, SDSM 34 Sitze, DUI 19 Sitze, DPA 7 Sitze und GROM und NDP jeweils 1 Sitz.